# Cabiate
Cabiate là một đô thị ở tỉnh Como trong vùng Lombardia, có cự ly khoảng 20 km về phía bắc của Milano và khoảng 20 km về phía đông nam của Como. Tại thời điểm ngày 31 tháng 12 năm 2004, đô thị này có dân số 7.061 người và diện tích là 3,2 km².
Cabiate giáp các đô thị: Lentate sul Seveso, Mariano Comense, Meda, Seregno.